# Julija Browkina
Julija Andriejewna Browkina (ros. Юлия Андреевна Бровкина; ur. 31 maja 2001 w Moskwie) – rosyjska siatkarka, grająca na pozycji środkowej, reprezentantka kraju. 
Jej siostra Marina, również jest siatkarką.
Karierę rozpoczęła w młodzieżowej drużynie Dinamo Moskwa w latach 2015-2018. Pierwszym jej klubem profesjonalnym był Lokomotiw Kaliningrad, w którym grała w sezonie 2018/2019 i 2019/2020. Kolejną drużyną w jej karierze był Jenisiej Krasnojarsk, gdzie na jeden sezon została wypożyczona (2020/2021). Od sezonu 2021/2022 jest zawodniczką Lokomotiwu Kaliningrad.

## Sukcesy klubowe
Liga rosyjska:
- 2019, 2020

Superpuchar Rosji:
- 2019

## Sukcesy reprezentacyjne
Mistrzostwa Europy Kadetek:
- 2017

Mistrzostwa Świata Kadetek:
- 2017

Mistrzostwa Europy Juniorek:
- 2018

Mistrzostwa Świata Juniorek:
- 2019

Puchar Świata:
- 2019

## Nagrody indywidualne
- 2019: Najlepsza środkowa Mistrzostw Świata Juniorek